# Borboropactus elephantus
Borboropactus elephantus es una especie de araña cangrejo del género Borboropactus, familia Thomisidae. Fue descrita científicamente por Tikader en 1966.

## Distribución
Esta especie se encuentra en India.